# Quantitative Economics
Quantitative Economics est une revue d'économie créée en 2009 et éditée par la Société d'économétrie.

## Objet de la revue
Quantitative Economics est orientée vers 
(1) une recherche empirique rigoureusement informée par l'économétrie et / ou la théorie économique et 
(2) un travail économétrique et théorique dirigé de manière empirique. En particulier, la revue accueille des articles théoriques et informatiques qui ont une orientation empirique, tels que des travaux sur l'identification ou l'estimation et des techniques informatiques avec un intérêt pratique. 
Quantitative Economics vise à couvrir une variété de domaines appliqués, notamment l'économie du travail, l'organisation industrielle, l'économie du développement et de la croissance, la macroéconomie, l'économie internationale, les finances publiques et l'économie sociale.
Le comité de rédaction est particulièrement intéressé à fournir un forum pour les articles innovants au-delà des types d'analyse établis, pour les articles qui sont prêts à remettre en question les méthodes conventionnelles de conduite de travaux empiriques et pour les articles qui établissent de nouveaux ponts entre les domaines.

## Organisation et éditeurs
En 2022, l'éditeur principal est Stéphane Bonhomme, accompagné par 4 co-éditeurs Garance Genicot, Limor Golan, James D. Hamilton et Morten O. Ravn.